# 费尔维尤 (阿尔伯塔省)
費爾維尤（Fairview）是加拿大艾伯塔省北部的一个小镇。它位于皮斯里弗西南 82 公里（51 英里）和 115 公里（71 英里）的大草原城以北2号公路和64A号公路的交汇处。